# سانسا استارک
سانسا استارک (به انگلیسی: Sansa Stark) شخصیتی داستانی خلق‌شده توسط نویسنده آمریکایی جرج آر. آر. مارتین در سری رمان‌های ترانه یخ و آتش و اقتباس تلویزیونی آن بازی تاج‌وتخت با نقش‌آفرینی سوفی ترنر است. سانسا در نخستین رمان این مجموعه یعنی بازی تاج‌وتخت معرفی می‌شود.
او دختر بزرگ ادارد استارک و کتلین تالی است. سانسا سه برادر به نام‌های راب (Rob)، برن (Bran) و ریکن (Rickon)، خواهری به نام آریا (Arya) و برادری ناتنی به نام جان اسنو (Jon Snow) دارد.
سانسا از شخصیت‌های اصلی کتاب است و نقشش را در سریال سوفی ترنر (Sophie Turner) بازی می‌کند. سوفی ترنر برای ایفای این نقش، نامزد دریافت جایزه هنرمند جوان برای بهترین بازیگر نقش مکمل زن در مجموعه‌های تلویزیونی شد.

## ظاهر و شخصیت
سانسا به زیباییش شهره است. او با داشتن گونه‌هایی درشت، چشمان آبی زنده و گیسوان انبوه حنایی، خصلت‌های خاندان مادرش، تالی‌ها را به ارث برده‌است. سانسا در ابتدای مجموعه سیزده ساله است؛ و با بزرگتر شدنش، اندامی بلند، برازنده و زنانه می‌یابد.
سانسا مانند یک بانو بزرگ شده‌است، و نگرش مرسوم زنانه به محیط اطرافش دارد. او به موسیقی، شعر، آوازخوانی، رقص، قلاب دوزی و سایر فعالیت‌های مرسوم زنانه علاقه دارد؛ و مانند بسیاری از دختران همسنش، سانسا دیوانهٔ آوازها و داستان‌های عاشقانه و پر ماجراست، خصوصاً داستان‌هایی در مورد شاهزاده‌های خوش قیافه، شوالیه‌های شریف، جوانمردی و عشق.
سانسا در وینترفل به دنیا آمد و بزرگ شد؛ و در طی سیزده سال حضور در وینترفل، وظایف یک زن نجیب‌زاده را آموخت.
در ابتدا او شیفتهٔ داستان‌ها و آوازهایی بود که دنیای خارج از وینترفل را برایش به تصویر می‌کشید، دنیایی که او آرزوی تجربه کردنش را داشت، اما به مرور او به حقیقت نداشتن آن افکار عاشقانهٔ معصومانه پی می‌برد.
رابطهٔ سانسا با خواهرش (آریا) پرتنش است. این دو در اکثر زمینه‌ها در تضاد با همدیگر هستند. سانسا را مدت کمی دایرولفی به نام لیدی (Lady) همراهی می‌کرد.
او در ابتدا دختری ضعیف است اما با گذر زمان و دیدن فراز و نشیب های زندگی،تبدیل به زنی قوی و خودساخته می شود.
سانسا موفق می شود شمال را از هفت پادشاهی جدا و مستقل کند و به عنوان ملکه شمال تاجگذاری کند.